# 오버아어호른
오버아어호른(Oberaarhorn)은 스위스 발레주와 베른주 사이의 경계에 위치한 베른 알프스의 산이다. 정상(3,629m)은 피셔 빙하(발레주), 운터아어 빙하와 오버아어 빙하(베른주) 분지 사이의 삼중점이 된다.